# Kávovník úzkolistý
Kávovník úzkolistý (Coffea stenophylla), známý také jako vysokohorská káva nebo káva Sierra Leone, je druh Kávovníku pocházející ze západní Afriky.
V současné době se komerčně nepěstuje, protože díky nízkému výnosu a malým bobulím je horší než dva hospodářsky dominantní druhy kávovník arabský (Coffea arabica) a kávovník statný (Coffea canephora).
V současné době probíhá výzkum, jehož cílem je vyhodnotit senzorické a agronomické výhody jeho komerčního pěstování jako metody rozšíření genetické diverzifikace světových zásob kávy a zvýšení odolnosti vůči klimatickým změnám i tlakům chorob plodin.

## Popis
Kávovník úzkolistý (Coffea stenophylla) pochází ze západoafrických zemí Pobřeží slonoviny, Libérie a Sierry Leone. Rostlina roste jako keř nebo strom, dosahuje výšky až 20 stop a bylo zjištěno, že je to druh kávy, který snáší horko.
Zralé bobule Kávovníku úzkolistého (Coffea stenophylla) jsou tmavě fialové, na rozdíl od kávovníku arabského (Coffea arabica), jehož bobule se po dozrání zbarvují do červena.
Jeho chuťový profil je srovnatelný s kávou kávovníku arabského (Coffea arabica) a je popisován jako komplexní a přirozeně sladký se středně vysokou kyselostí, ovocností a dobrým pocitem v ústech.

## Historie
Kávovník úzkolistý (Coffea stenophylla) objevil švédský botanik Adam Afzelius v 18. století a poprvé ji publikoval skotský botanik George Don.
Vzorek semen získal sir William H. Quayle Jones, zástupce guvernéra Sierry Leone, v roce 1894. Rostlina byla pěstována v Královské botanické zahradě v Kew a vzorky byly zaslány na Trinidad.
J. H. Hart, F. L. S., správce Královské botanické zahrady v Trinidadu, v roce 1898 oznámil, že rostliny poprvé plodily čtyři roky po vysazení. Chuť připravené kávy označil za vynikající a rovnající se nejlepší kávě kávovníku arabského (Coffea arabica).
Kávovník úzkolistý (Coffea stenophylla) produkuje malé plody a má nízký výnos ve srovnání s komerčně dominantními druhy, a proto se ve světové produkci kávy příliš nevyužívá. Terénní průzkum provedený v roce 2018 naznačuje, že Kávovník úzkolistý (Coffea stenophylla) se v současnosti komerčně nepěstuje, a bylo provedeno pátrání ve snaze najít živé exempláře. Vzorky byly nakonec nalezeny v letech 2019 a 2020 rostoucí ve volné přírodě. Tyto planě rostoucí rostliny jsou v současné době rozmnožovány pro budoucí senzorické a agronomické hodnocení a také pro druhovou ochranu.

## Budoucí použití

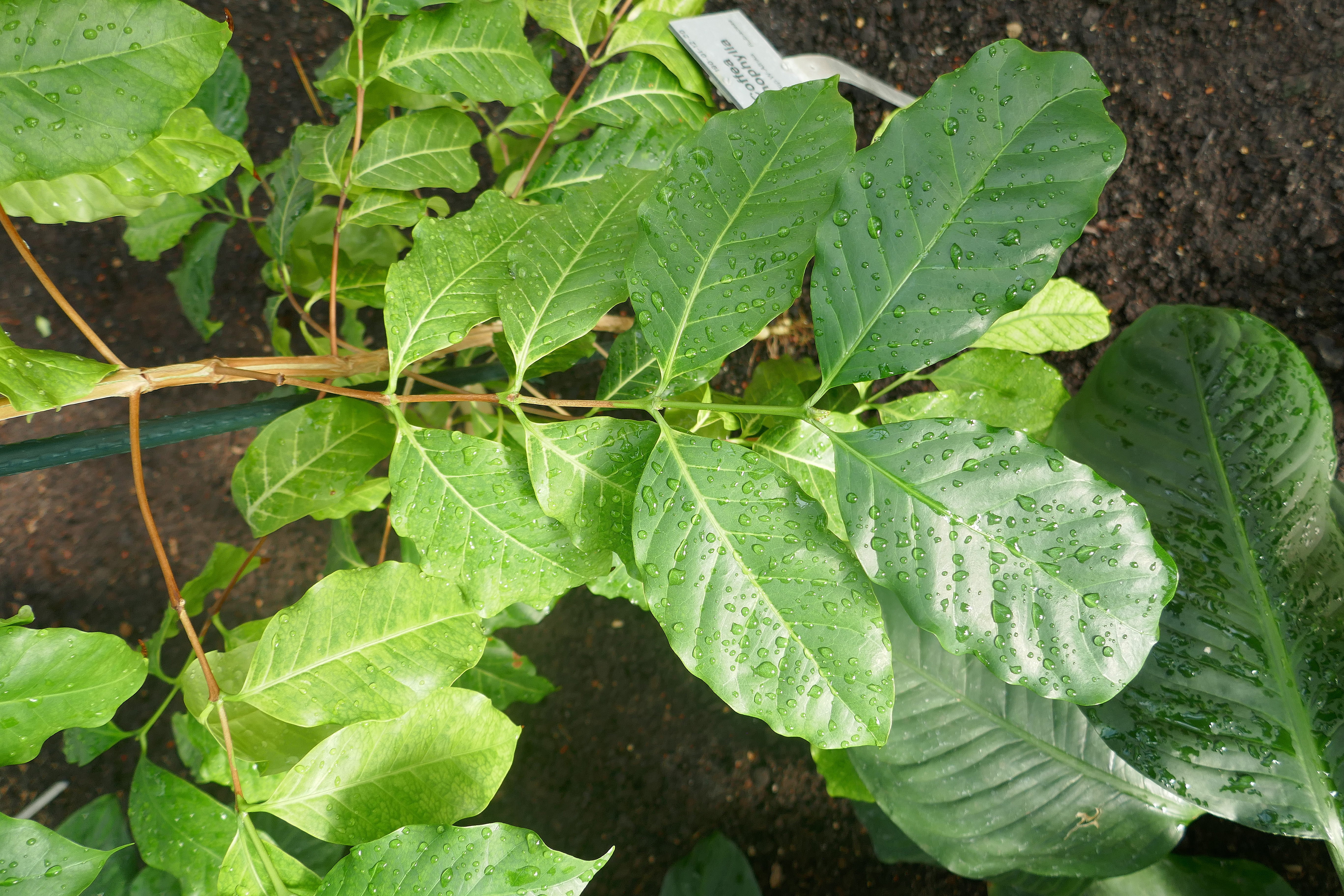

Podle Aarona Davise, vedoucího výzkumu kávy v britské Královská botanická zahrada v Kew, by pěstování Kávovníku úzkolistého (Coffea stenophylla) mohlo být využito k další diverzifikaci genetického portfolia pěstované kávy po celém světě. Další diverzifikace je považována za nezbytnou pro zvýšení odolnosti vůči klimatickým změnám i tlakům globálních chorob plodin, jako je rez. 
Bylo zjištěno, že Kávovník úzkolistý (Coffea stenophylla) má dobré agronomické vlastnosti v nízkých nadmořských výškách (cca 150 m n. m.), což by mohlo rozšířit potenciální oblast využívanou pro pěstování kávy, která je obvykle ve vyšších nadmořských výškách 800 m n. m. a výše.
Bylo zjištěno, že se jedná o druh tolerantní vůči teplu, a někteří vědci se domnívají, že by mohl pomoci snížit dopady klimatických změn na pěstitele kávy.